# Guatteria villosissima
Guatteria villosissima là loài thực vật có hoa thuộc họ Na. Loài này được A.St.-Hil. mô tả khoa học đầu tiên năm 1824.